# Begonia tampinica
Espèce
Begonia tampinica est une espèce de plantes de la famille des Begoniaceae. Ce bégonia est originaire de Malaisie. L'espèce fait partie de la section Platycentrum. Elle a été décrite en 1929 par Edgar Irmscher (1887-1968), à la suite des travaux de Isaac Henry Burkill (1870-1965). L'épithète spécifique tampinica signifie « de Tampin », en référence à Gunung Tampin (ms), montagne malaise où les premiers spécimens d'herbier ont été récoltés.  

## Répartition géographique
Cette espèce est originaire du pays suivant : Malaisie.